# Cá trích xương
Cá trích xương, tên khoa học Sardinella gibbosa, là một loài cá trong họ Clupeidae. 